# 里尼奥乌伊洛克
里尼奥乌伊洛克，是匈牙利绍莫吉州所辖的一个村。总面积24.26平方公里，总人口298，人口密度12.3人/平方公里（2011年1月1日）。